# Andreaskirche (Kirchheim an der Weinstraße)
Die Andreaskirche ist die protestantische Kirche in Kirchheim an der Weinstraße im pfälzischen Landkreis Bad Dürkheim. Sie befindet sich an der Weinstraße Nord 6 und gilt als Kulturdenkmal sowie als Wahrzeichen der Gemeinde.

## Kirche
Der Saalbau ist im spätgotischen Baustil gehalten und stammt aus dem frühen 16. Jahrhundert, wobei einige Bauabschnitte aus dem 13. Jahrhundert – wie der Chorbogen mit seinem spätgotischen Netzgewölbe – stammen. Die barocken Portale tragen die Bezeichnung von 1747.
1761 wurde der 42 Meter hohe Turm in seiner jetzigen Form errichtet; einige seiner Teile sind ebenfalls älteren Datums.
In der Kirche selbst findet sich einer der ältesten Altare in der Pfalz. Der gotische Altar entstand um 1500 und zeigt die heilige Maria und heilige Anna, die ursprüngliche Annaselbdrittgruppe ist unvollständig, das Jesuskind fehlt. Am Sockel des Altars wird von zwei Engeln das Schweißtuch der heiligen Veronika gehalten. Das Sakramentshäuschen wie das Kruzifix stammen aus dem 15. Jahrhundert. Darüber hinaus befinden sich noch zwei Grabsteine in der Kirche.

## Orgel
Die 1993 im denkmalgeschützten Prospekt von 1750 erbaute Orgel mit Schleifladentraktur hat eine barocke Disposition. Angelehnt ist diese Disposition an die von Johann Michael Hartung, dem vermutlich ersten Erbauer der Orgel im Barockzeitalter. Zuvor befand sich in dem Prospekt eine pneumatische Orgel der Firma Walcker aus dem Jahre 1896. An diesem Instrument wurde 1954 nach Angaben des damaligen pfälzischen Landeskirchenmusikdirektors Adolf Graf ein Klangumbau durchgeführt. Seit 1990 findet während des Winterhalbjahres der Kirchheimer Konzertwinter statt, dem die ausgezeichnete Akustik der Kirche zustattenkommt.
Die Orgel verfügt über 23 klingende Register in zwei Manualen und Pedal mit zusammen 1486 Pfeifen aus Zinn-Legierungen und Holz, eine mechanische Spieltraktur mit einschenkligen Tasten sowie eine mechanische Registratur.
| I Hauptwerk C–g3 |       |  |
| Principal        | 8′    |  |
| Großgedackt      | 8′    |  |
| Viola di Gamba   | 8′    |  |
| Octave           | 4′    |  |
| Flöte            | 4′    |  |
| Quinte           | 2 ⁄3′ |  |
| Superoctave      | 2′    |  |
| Mixtur IV        | 1′    |  |
| Cornet IV        | 4′    |  |
| Trompete         | 8′    |  |

| II Oberwerk C–g3 |        |  |
| Bourdon          | 8′     |  |
| Flaut travers 0  | 8′     |  |
| Rohrflöte        | 4′     |  |
| Salicional       | 4′     |  |
| Principal        | 2′     |  |
| Nassat           | 1 2⁄3′ |  |
| Scharf III       | 1′     |  |
| Vox humana       | 8′     |  |
| Tremulant        |        |  |

| Pedal C–f1 |     |  |
| Subbaß     | 16′ |  |
| Octavbaß   | 8′  |  |
| Octave     | 4′  |  |
| Posaune    | 16′ |  |
| Trompetbaß | 8′  |  |

- Koppeln: II/I, I/P, II/P

## Geläut
Der Kirchturm trägt drei Glocken:
- 1 d′+1, Bachert, Kochendorf, 1950
- 2: f′+3, Bachert, Kochendorf, 1950
- 3: a′+2, Bachert, Kochendorf, 1950[3]

## Umfeld
In unmittelbarer Nähe der Kirche befinden sich eine Kriegerdenkmal, das den Gefallenen aus dem Ersten Weltkrieg gewidmet ist, sowie ein reliefierter Quaderbau aus dem Jahr 1928.